# 굳세어라 금순아 (영화)
"굳세어라 금순아"는 대한민국의 영화로, 2002년 10월 18일에 개봉되었으며, 현남섭 감독 데뷔작이다.

## 캐스팅

### 주요 인물
- 정금순 : 배두나
- 한준태 : 김태우
- 송이 : 이찬민

### 주변 인물
- 백사 : 주현
- 금순 모 : 고두심
- 키큰 사내 : 장세진
- 광팔 : 라경덕
- 껌 씹는 사내 : 김해곤
- 포장마차 주인 남 : 이인철
- 포장마차 주인 여 : 김선화

### 단역 인물
- 금순 시아버지 : 김길호
- 금순 시어머니 : 이주실
- 교인 할머니 : 나문희
- 교인 할아버지 : 허현호
- 김 과장 : 하덕성
- 유 대리 : 유승목
- 원조교제 남 : 서동수
- 크라운파 보스 : 기국서
- 피어싱한 사내 : 오상무
- 날치 : 안길강
- 비브르사비 호스티스 : 김민채
- 크라운파 어깨 1 : 박충선
- 크라운파 어깨 2 : 리준
- 크라운파 행동대장 : 음석종
- 양동이파 중간보스 : 윤영걸
- 양동이파 운반책 1 : 백봉기
- 양동이파 운반책 2 : 최민영
- 불곰 : 김광식
- 광팔 부하 1 : 우돈기
- 광팔 부하 2 : 전겸수
- 광팔 부하 3 : 이규호
- 편의점 여직원 : 한지혜
- 꽃파는 할머니 : 손영순
- 이웃 할머니 : 김진구
- 조선족 여인 : 유보영
- 노숙자 여인 : 조만희
- 게으른 점원 : 고수희
- 원조교제 10대 소녀 : 김꽃비
- 택시기사 : 송문수
- 신입사원 : 홍승일
- 여직원 1 : 박윤경
- 여직원 2 : 이정화
- 비브르사비 취객 : 엄춘배
- 비브르사비 취객 : 이진우
- 빨간 머리 선수 : 김미진
- 배구선수 1 : 구민정
- 배구선수 2 : 강혜미
- 배구선수 3 : 장소연
- 배구선수 4 : 이명희
- 배구선수 5 : 김희경
- 배구선수 6 : 안은영
- 배구선수 7 : 문지원
- 배구선수 8 : 김선아
- 배구선수 9 : 이숙자
- 배구선수 10 : 한유미
- 배구선수 11 : 정대영
- 배구선수 12 : 박선미
- 배구선수 13 : 이현지
- 배구선수 14 : 김현주
- 배구선수 15 : 이선주
- 배구선수 16 : 김시연
- 배구선수 17 : 곽남희
- 체육관 리포터 : 이효진
- 룸싸롱 호스티스 1 : 김지영
- 룸싸롱 호스티스 2 : 이진영
- 룸싸롱 호스티스 3 : 한초아
- 룸싸롱 호스티스 4 : 이유희
- 신참 호스티스 : 이희선
- 비브르사비 삐끼 : 김건
- 큐빅 사나이 : 소영철
- 인형 노점상 : 서민정
- 과일 노점상 : 차순배
- 크라운파 행동대원 1 : 김수현
- 크라운파 행동대원 2 : 이재석
- 간수 : 양승걸
- 아역 1 : 정혜윤
- 아역 2 : 임승재
- 큰 송이 : 김서영
- 이웃집 아이 : 이찬호

### 특별출연
- 송승환
- 이광호
- 선동혁
- 금순 부 : 장용
- 박계배
- 박재완

## 제작진
- 감독/각본 : 현남섭
- 조감독 : 장철호
- 연출부 : 김병천, 윤복영, 고정래
- 스크립터 : 이순혜
- 촬영 : 최영환
- 촬영부 : 이상각, 최상묵, 소정오, 류재훈, 유영석
- 조명 : 김성관
- 조명1팀 : 박찬윤, 박성진, 정대용, 오우석
- 조명2팀 : 홍승철, 송현석, 한동욱
- 스틸 : 지윤미
- 기획 : 서준원
- 제작 : 서준원, 송승환, 이광호
- 프로듀서 : 권준형
- 제작투자 : 김동주
- 투자책임 : 정헌조
- 제작이사 : 이천우
- 제작실장 : 정철우
- 제작부장 : 염동복, 김영찬
- 제작부 : 김영진, 이승헌
- 제작관리팀장 : 이상섭
- 제작회계 : 이기연
- 제작지원 : 이석준, 황주현
- 동시녹음 : 김탄영
- 음향 : 오원철
- 음악 : 이욱현
- 미술 : 김기철
- 미술팀 : 신현무, 이현주, 정현철, 이승한, 정성균
- 간판제작 : 정강기획
- 특수효과 : 정도안
- 특수효과팀 : 데몰리션, 김광수, 유인상, 최정욱
- 시각효과 : E.O.N 디지털 필름
- 분장 : 황현규
- 의상 : 양민혜
- 편집 : 경민호
- 네가편집 : 박영삼, 강명훈, 한충구, 권순홍
- 세트 : 윤기찬
- 세트디자인 : 송지화, 권영
- 무술감독 : 김광수
- 현상 : 헐리드현상소
- 스토리보드 : 이기훈
- 현장편집 : 김강완, 서승오
- 색보정 : 이용기
- 메이킹 : ISN
- 마케팅(홍보) : 영화인
- 배급자 : 이동주, 오화정, 이희원, 한재필, 김유경
- 분장&헤어팀 : 김정자, 황수정, 황소라, 진민경
- 의상팀 : 이준화, 이지민
- FX 디자이너 : 한영우, 정성진, 최재천, 이전형
- 어시스트 : 백은자, 임혜정
- 포지티브편집 : 최정엽, 박재갑, 이용제, 김기덕
- 녹음팀 : 임형근, 김도헌, 최성광, 전상민, 정중식
- 작곡 : 김자원, 송민구
- 오케스트라 : G.M 오케스트라
- OST 레코딩엔지니어 : 정기홍
- 오디오 포스트 프로덕션 : 라이브톤
- 리 레코딩 믹서 : 최태영
- 사운드디자이너 : 이은규
- 사운드에디터 : 김혜영, 이재혁
- ADR믹서 : 김영록
- 다이알로그에디터 : 박용기
- 폴리믹서 : 이승엽
- 폴리에디터 : 노현진
- 폴리아티스트 : C.S.B
- 비주얼 사운드 레코딩 : 박기영
- 돌비컨설턴트 : 김재경
- 사운드 포르테스 : 장강석
- 예고편 : 차은택, 디오
- 홈페이지 : 카인드인포
- 포스터 : 김명미
- 기획실장 : 김정심
- 기획실 : 이소영, 안지영
- 스테디캠 : 여경보
- 스테디캠어시스트 : 전용훈, 김대림, 이승훈
- 지미집 : 박천복
- 지미집어시스트 : 임형진, 서동우, 백진규
- 무술팀 : 라이더스 스턴트협회, 정봉연, 이형길, 서장석, 백경찬, 장세준, 김용운, 한상진, 한정현, 서용우, 김성진, 김태환, 차재근, 이규환, 주영민, 민성주
- 촬영기자재 : SOME (안성균)
- 특수장비 : 영상시대, 최경덕
- 조명크레인 : 이우점 (칠성크레인)
- 발전차 : 김호성, 황병만, 오성택
- 필름스캐닝 : 인사이드비주얼
- 필름레코딩 : 헐리우드현상소
- 렉카 : 우금호
- 수송 : 신순식, 정진우, 서원삼, 양진우, 김성열
- 소도구운송 : 이기영
- 필름제공 : 태창엠피필름
- 메인타이틀 : 임옥상
- 자막, 옵티컬 : 쿠알라
- Chemical Analysis : 정의용
- 인스픽션 : 배재숙, 송민
- 프린팅 : 김학성, 이상우, 최진수, 임진오
- 관리지원 : 신은주, 형정숙, 김혜숙, 김경미
- Color Timing : 이용기, 오성원
- PPL : 필메이트
- 광고 : 데이브컴퍼니
- 광고디자인 : 디자인예술
- 온라인마케팅 : 저스트커뮤니케이션
- 웹호스팅 : Strming Korea
- 카피라이팅 : 정승혜
- 배두나 매니저먼트 : 싸이클론엔터테인먼트
- 김태우 매니저먼트 : 활동사진
- 보조출연 : MTM, 박영식, 미래예술, 천인기획, 태양기획, 전구Eidsix

## 관련영화사
- 아인스필름, PMC 프로덕션 (제작, 배급)
- 코리아픽쳐스 (투자제공)

## 사운드 트랙
| #   | 제목                                            | 가수   | 재생 시간 |
| --- | ----------------------------------------------- | ------ | --------- |
| 1.  | 〈Prologue (J.Brahms 49-4 D.2 / Baby Classic)〉 | 이욱현 | 3: 40     |
| 2.  | 〈굳세어라 금순아 2002〉                        | 원썬   | 3: 30     |
| 3.  | 〈앨범〉                                        | 이욱현 | 1: 36     |
| 4.  | 〈거리에서〉                                    | 이욱현 | 2: 31     |
| 5.  | 〈그녀를 향한〉                                 | 이욱현 | 1: 46     |
| 6.  | 〈백사 Theme〉                                  | 이욱현 | 2: 21     |
| 7.  | 〈Symphony No.9 4악장〉                         | 이욱현 | 3: 30     |
| 8.  | 〈메시아 (Hwv.Otatorio Messiah)〉               | 이욱현 | 1: 01     |
| 9.  | 〈Rock N Roll Girl〉                            | 이욱현 | 1: 51     |
| 10. | 〈굳세어라 금순아 (Rock Ver.)〉                 | 이욱현 | 2: 02     |
| 11. | 〈Run After〉                                   | 이욱현 | 1: 25     |
| 12. | 〈Dash〉                                        | 이욱현 | 0: 58     |
| 13. | 〈Sweeping〉                                    | 이욱현 | 1: 31     |
| 14. | 〈비브르사비 안에서〉                           | 이욱현 | 1: 03     |
| 15. | 〈Be Strong (응원가)〉                          | 이욱현 | 1: 55     |
| 16. | 〈For She's Life〉                              | 이욱현 | 3: 14     |